# Mireia Tejero
Mireia Tejero (Barcelona, 1960) és una saxofonista (saxo alt i baríton), compositora i performer catalana.

## Trajectòria
Mireia Tejero va estudiar a l'aula de música moderna i jazz, al Taller de músics i va impartir classes amb diferents saxofonistes.És compositora i intèrpret habitual dels molts dels espectacles de la Companyia de Dansa Sol Picó i creadora de diferents performances musicals. Ha liderat bandes de dones com ara Las Gambas o La Orquesta de Tacón, i grups d'avantguarda com ara Alius o el col·lectiu de música improvisada Moviment d'Insurrecció Sonora (M.I.S.).
Ha col·laborat en tasques de creació o improvisació amb altres artistes com ara Eva Lyberten, Marcel·lí Antúnez, Ada Vilarò, Vero Cendoya, Mònica Muntaner, Maria Muñoz, Pere Faura, els poetes Dolors Miquel, Núria Martinez Vernis, Oriol Sauleda o Berta Giraut.
Ha participat en la música de diferents documentals com De rodillas corazon (sobre la ballarina Sol Picó) de Susana Barranco, Ana Maria Moix, passió per la paraula, d'Anastasi Rinos, el llargmetratge de Joan Marimón Pactar con el gato, el vídeo-dansa No Paris, de Joan Pueyo, Caterina Albert/Víctor Català, el jo contra l’entorn.
Ha treballat amb diferents propostes de teatre experimental i d'avantguarda com Error Genético amb Marcel·lí Antúnez, Colectivo de Improvisación Libre, amb Víctor Nubla i La Fura dels Baus. Treballa com a performer i músic amb diferents propostes de teatre de text com Grrls!, espectacle de la dramaturga i directora teatral Carlota Subirós; l'espectacle Una, de Raquel Corrs o Com l'Estel que no hi és, coliderat amb l'actriu i poeta Berta Giraut.

## Influències
Durant la seva primera adolescència escoltava els Rolling Stones, Led Zeppellin, Jimi Hendrix, King Crimson i també diferents grups de punk del moment. D'aquí va extreure'n el gust per la improvisació i la visceralitat que en perceben els crítics. Als setze anys va descobrir el jazz de Miles Davis, John Coltrane, Eric Dolphy, Archie Shepp i altres artistes del free i amb un fort compromís negre (de la mateixa manera que ella adopta un sentir similar respecte de la seva condició femenina, que reivindica sovint als espectacles) i va decidir tocar el saxo.